# Peter Diviš
Peter Diviš (wym. [ˈpɛtɛr ˈdɪvɪʃ]; ur. 4 sierpnia 1978 w Żylinie) – słowacki siatkarz, grający na pozycji atakującego.
Karierę rozpoczynał w rodzinnej Żylinie, w zespole Stavbár Żylina. Stąd przeniósł się do Turcji, a następnie przez Słowację i Francję trafił do Polski. W Polskiej Lidze Siatkówki zadebiutował wraz ze swoim reprezentacyjnym kolegą Pavlem Chudikiem w zespole KS Ivett Jastrzębie Borynia, z którym wywalczył brązowy medal mistrzostw Polski w sezonie 2002/2003. Po roku gry Diviš przeszedł do zespołu KP Polska Energia Sosnowiec skąd w niewyjaśnionych dotąd okolicznościach uciekł do Włoch. Następnie był zawodnikiem Jarosławicza Jarosław, Tonno Callipo Vibo Valentia, Framasil Cucine Pineto, Volejbal Brno, SK Posojilnica Aich/Dob, BBTS Bielsko-Biała, Spodka Katowice i TKKF Czarni Katowice.

## Sukcesy klubowe
Liga słowacka:
- 1998
- 1995, 1996

Puchar Europy Zdobywców Pucharów:
- 1999

Liga francuska:
- 1999, 2001

Liga polska:
- 2003

Puchar Polski:
- 2004

Liga austriacka:
- 2011

## Nagrody indywidualne
- 2004: MVP Pucharu Polski